# Święty Piran
Święty Piran albo Perran, w Irlandii znany jako Ciaran lub Kieran – opat kornwalijski żyjący na początku VI wieku, przypuszczalnie pochodzenia irlandzkiego. Jest patronem górników cyny, także uważany za patrona Kornwalii, choć do tego miana kandydują również św. Petroc i św. Michał.
Z osobą św. Pirana związanych jest wiele legend, w tym legenda o powstaniu flagi Kornwalii – białego krzyża na czarnym tle – Piran miał go wymyślić w momencie, gdy ujrzał roztapiającą się cynę.
Inna legenda mówi, że został zrzucony z wysokiego klifu podczas burzy, ale gdy wyszło słońce, sztorm zamilkł, a święty opadł na morze na fragment klifu, który unosił go na powierzchni wody. Tak żeglując, dostał się w pobliże Newquay do Perran, któremu użyczył swego imienia. Miał tam dożyć wieku 206 lat.
Dzień św. Pirana obchodzi się 5 marca.